# Anthophorula torticornis
Anthophorula torticornis är en biart som först beskrevs av Cockerell 1927.  Anthophorula torticornis ingår i släktet Anthophorula och familjen långtungebin. Inga underarter finns listade i Catalogue of Life.